# خاویر بایون
خاویر بایون (اسپانیایی: Javier Bayon‎؛ زادهٔ ۲۰ ژوئیهٔ ۱۹۸۰) یک موسیقی‌دان و آهنگ‌ساز اهل اسپانیا است.
او با کارگردانان شناخته‌شده‌ای چون ایسیار بولائین، کیکه مائی‌یو و دارن لین بوسمن همکاری داشته و برای فیلم‌هایشان آهنگ ساخته است.
وی همچنین برندهٔ جوایزی همچون جشنواره فیلم سیتخس شده‌است.